# Parade dorée des Pharaons
La Parade dorée des Pharaons (en arabe : موكب المومياوات الملكية, littéralement la Parade des momies royales, en copte : Ϯϫⲓⲛⲟⲩⲱⲛϩ ⲛ̀ⲛⲓⲫⲁⲣⲁⲱ ⲛ̀ⲛⲟⲩⲃ Tiḏinouōnh nnipharaō nnoub) est un évènement organisé le 3 avril 2021 au Caire.
Durant la parade, vingt-deux momies royales furent transportées du Musée égyptien du Caire, situé place Tahrir, dans leur nouvel emplacement au Musée national de la civilisation égyptienne (NMEC) qui est inauguré à cette occasion en banlieue sud de la ville,,,.
Les momies transportées incluent celles des pharaons Ramsès II, Ramsès IX, Ramsès VI, Ramsès V, Séthi Ier, Seqenenrê Tâa, Thoutmôsis III, la reine-pharaon Hatchepsout, la reine Mérytamon, femme du roi Amenhotep Ier et la reine Ahmès-Néfertary, femme du roi Ahmôsis Ier.
Le défilé a été retransmis en direct à la télévision égyptienne, ainsi que sur près de 400 chaînes de télévision du monde entier et au complet sur la chaîne YouTube du ministère du Tourisme et des Antiquités.